# Штраубинг
Штраубинг (њем. Straubing) општина је у њемачкој савезној држави Баварска. Посједује регионалну шифру (AGS) 9263000.

## Географски и демографски подаци
Општина се налази на надморској висини од 322 метра. Површина општине износи 67,6 km². У самом мјесту је, према процјени из 2010. године, живјело 44.496 становника. Просјечна густина становништва износи 658 становника/km².

## Међународна сарадња
| Мјесто | Држава    | Врста сарадње | Од    |
| ------ | --------- | ------------- | ----- |
| Туам   | Ирска     | партнерство   | 1991. |
|        | Француска | партнерство   | 1971. |
| Велс   | Аустрија  | партнерство   | 1972. |
|        | Француска | партнерство   | 2000. |
| Извор  |           |               |       |